# Agence Polonaise de Presse
Agence Polonaise de Presse – polska agencja prasowa powołana przez Galicyjską Radę Narodową w 1907 roku w Paryżu. Jej dyrektorem był Kazimierz Woźnicki. Celem tej instytucji było prowadzenie we Francji działań propagandowych na rzecz Polski, które częściowo się udały – przy Agence Polonaise de Presse zebrała się bowiem grupa tamtejszych intelektualistów. Działała do 1915 lub 1919 roku. W latach 1907–1915 wydawała w języku francuskim periodyk pod nazwą tożsamą z nazwą agencji.
W 1911 roku Maciej Loret założył oddział Agence Polonaise de Presse w Rzymie, który najprawdopodobniej podlegał oddziałowi w Paryżu. Pod koniec 1912 roku uniezależnił się on jednak od tejże centrali, przekształcając się w Agenzia Polacca di Stampa (znanej również pod nazwą Agencja Prasowa Polska).